# 452 هـ
452 هـ هي سنة في التقويم الهجري امتدت مقابلةً في التقويم الميلادي بين سنتي 1060 و1061.

## وفيات
- أبو القاسم الإسفراييني
- عبد العزيز بن عبد الرحمن المنصور